# Stylocoeniella muscosus
Stylocoeniella muscosus là một loài san hô trong họ Astrocoeniidae. Loài này được Claereboudt mô tả khoa học năm 2006.